# Bagà-Txonós
Bagà-Txonós (en rus: Бага-Чонос) és un poble (un possiólok) de Calmúquia, a Rússia, segons el cens del 2012 tenia 682 habitants. Pertany al districte municipal de Tróitskoie.